# Verbandschere

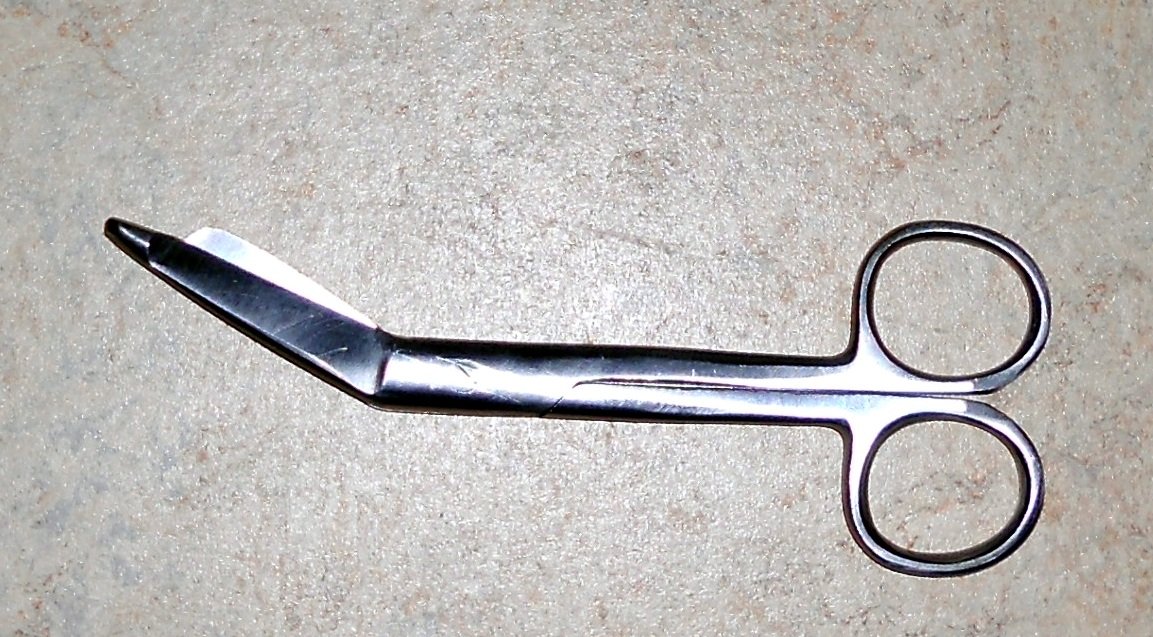
Eine Verbandschere aus Metall

Eine Verbandschere (auch als Listerschere bekannt) dient dem fachgerechten Durchtrennen von Verbänden.
Es handelt sich um eine spezielle Schere, deren vorderer Teil meist abgewinkelt ist. Dadurch lässt sie sich auch unter einen enganliegenden Verband schieben. Die Spitze der unteren Klinge ist oft verlängert und seitlich abgeflacht, um beim Aufschneiden eines Verbandes Verletzungen zu vermeiden.